# Shigehiro Ozawa
Shigehiro Ozawa  (小沢茂弘?, Ozawa Shigehiro), pseudonimo di Shigeyoshi Ozawa (小沢茂美?, Ozawa Shigeyoshi), (Nagano, 29 agosto 1922 – Kyoto, 12 ottobre 2004) è stato un regista e sceneggiatore giapponese.

## Biografia
Shigehiro Ozawa è particolarmente noto per la saga di Takuma "Terry" Tsurugi (Gekitotsu! Satsujin ken), che introdusse nel mercato cinematografico Sonny Chiba — ai tempi conosciuto solo per qualche sporadica presenza in TV.
Nelle sue opere notiamo una forte componente svolta dalla violenza, sia visiva che psichica.
Sconosciuto o quasi sino agli anni settanta, acquistò la fama nel suo paese d'origine e in generale in tutto l'Oriente nel 1974 con i ben tre film della saga di Takuma "Terry" Tsurugi. Le sue opere furono distribuite nelle sale degli Stati Uniti solo dal 1993 in poi: motivazione di questo deriva dal fatto che i film venivano tutti e tre menzionati nel film Una vita al massimo di Tony Scott.
Da regista amato da Quentin Tarantino, Ozawa ha influenzato parecchie generazioni di cineasti del mondo orientale, tra i quali Park Chan-wook: da ricordare infatti la netta somiglianza che ha la trilogia della vendetta di Chan-wook con la trilogia di Tsurugi di Ozawa. Cosa che più di tutte fece notare il regista fu la pesante violenza che viene mostrata nei suoi film.
Nel campo del cinema, Ozawa strinse una forte amicizia con il musicista Toshiaki Tsushima, che compose la colonna sonora della serie di Tsurugi e di molti altri suoi film.
Muore in un ospedale di Kyoto il 12 ottobre 2004, all'età di 82 anni, a causa di un linfoma.

## Filmografia

### Regista
- Kenjû tai kenjû (1956)
- Mitsu-kubi-tou, co-regia di Tsuneo Kobayashi (1956)
- Wakasama samurai torimonochô: senketsu no haregi (1957)
- Tajobushin (1957)
- Kunisada Chûji (1958)
- Kenka taiheiki (1958)
- Shingo jûban shôbu: dai-ni-bu (1959)
- Muhô gai no yarô domo (1959)
- Jigokû no sokô made tsuki auzê (1959)
- Abare kaido (1959)
- Zubekô tenshi (1960)
- Nanatsu no kao no otoko daze (1960)
- Nippatsume wa jigoku-iki daze (1960)
- Umon torimonocho: Nanbanzame (1961)
- Hayabusa daimyo (1961)
- Akai kage-bôshi (1961)
- Kengo tengu matsuri (1961)
- Boku wa jigoku no tehinshi da (1961)
- Hana to yato no mure (1962)
- Jigokû no sâbaki wa ore ga surû (1962)
- Echigo jishi matsuri (1962)
- Uragiri mono wa jigoku daze (1962)
- Sakura hangan (1962)
- Gonin no abaremono (1963)
- Yojinbô ichiba (1963)
- Boryokudan (1963)
- Gyangu Chûshingura (1963)
- Shinsengumi ketsufu roku - Kondo isami (1963)
- Jigokû meirei (1964)
- Kangoku bakuto (1964)
- Bakuto Shichi-nin (1966)
- San-nin no bakuto (1967)
- Naniwa kyokaku: dokyo shichinin giri (1967)
- Ah kaiten tokubetsu kogetikai (1968)
- Bakuchiuch Nagurikomi (1968)
- Bazoku yakuza (1968)
- Ikasama bakuchi (1968)
- Bakuto retsuden (1968)
- Yokogami-yaburino zenkamono (1968)
- Hibotan bakuto: Nidaime shûmei (1969)
- Il colpo segreto del kendo (Shokin kasegi) (1969)
- Tosei-nin Retsuden (1969)
- Gorotsuki butai (1969)
- Bakuto ikka (1970)
- Fudatsuki bakuto (1970)
- Yukyo-retsuden (1970)
- Onna toseinin (1971)
- Nihon kyokaku-den: Dosu (1971)
- Nippon jokyô-den: Gekitô Himeyuri-misaki (1971)
- Kizu darake no jinsei (1971)
- Gokudo makari touru (1972)
- Kînagashî hyâkunîn (1972)
- Shôkin kubi: Isshun hachi-nin giri (1972)
- Bokyo Komori-uta (1972)
- Sân ike kangôku: kyo akû han (1973)
- Gokuaku kenpô (1974)
- San-daime Shumei (1974)
- Gekitotsu! Aikidô (1975)
- Onna hissatsu godan ken (1976)

### Regista e sceneggiatore
- Bakuto tai tekiya (1964)
- Bakuto (1964)
- Kantô yakuza mono (1965)
- Kanto hamonjo (1965)
- Ôtazune mono shichinin (1966)
- Bakuchi-uchi: Ippiki ryû (1967)
- Bakuchi-uchi: Fujimi no shôbu (1967)
- Bakuchi uchi (1967)
- Kizu darake jinsei furui do de gonzansu (1972)
- Satsujin ken 2 (1974)
- Gyakushû! Satsujin ken (1974)
- Tekiya no Ishimatsu (1976)

### Sceneggiatore
- Gendai ônna doshî, regia di Shin Takakuwa (1970)